# Basal (bedrijf)

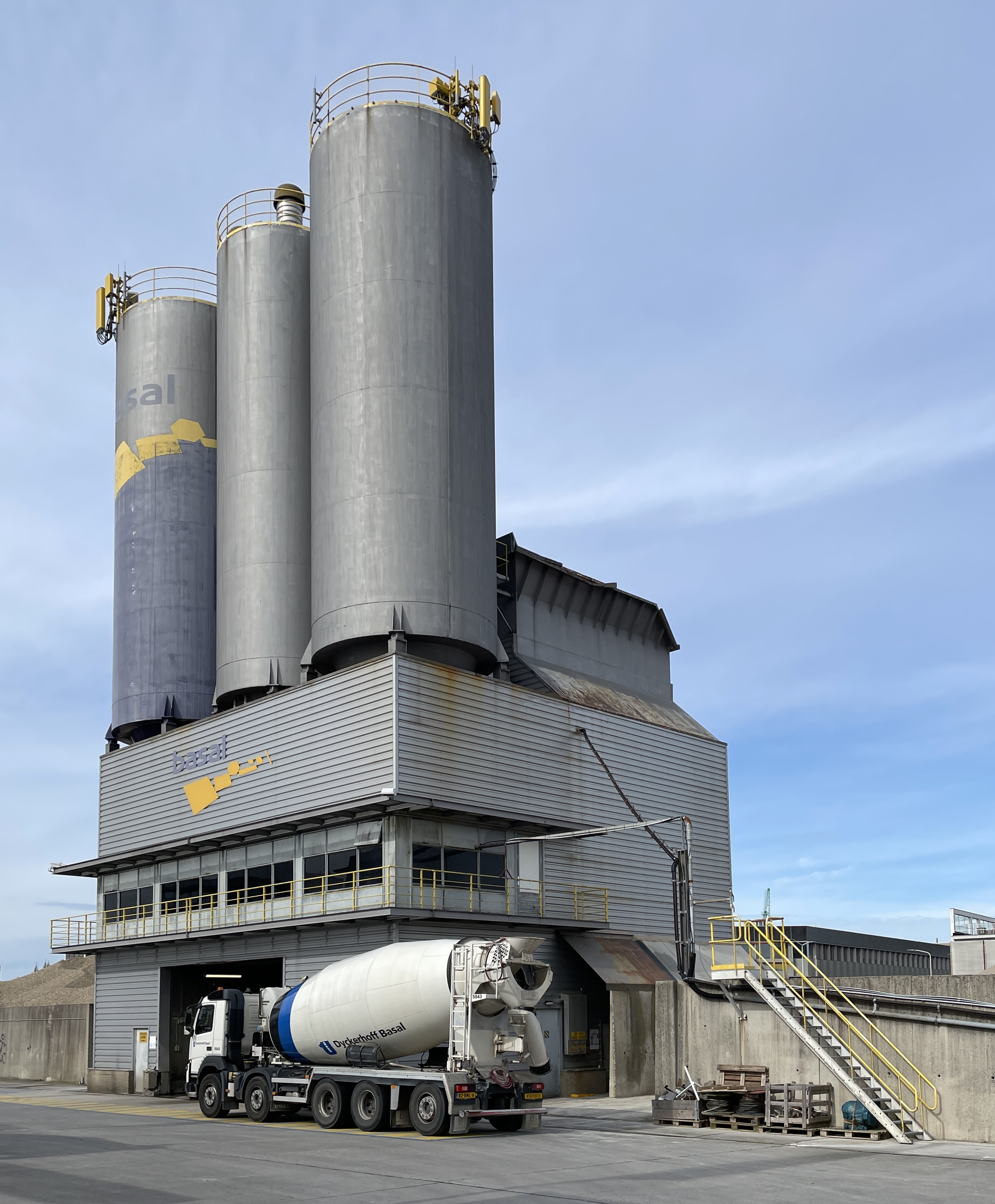
Vestiging in Den Haag

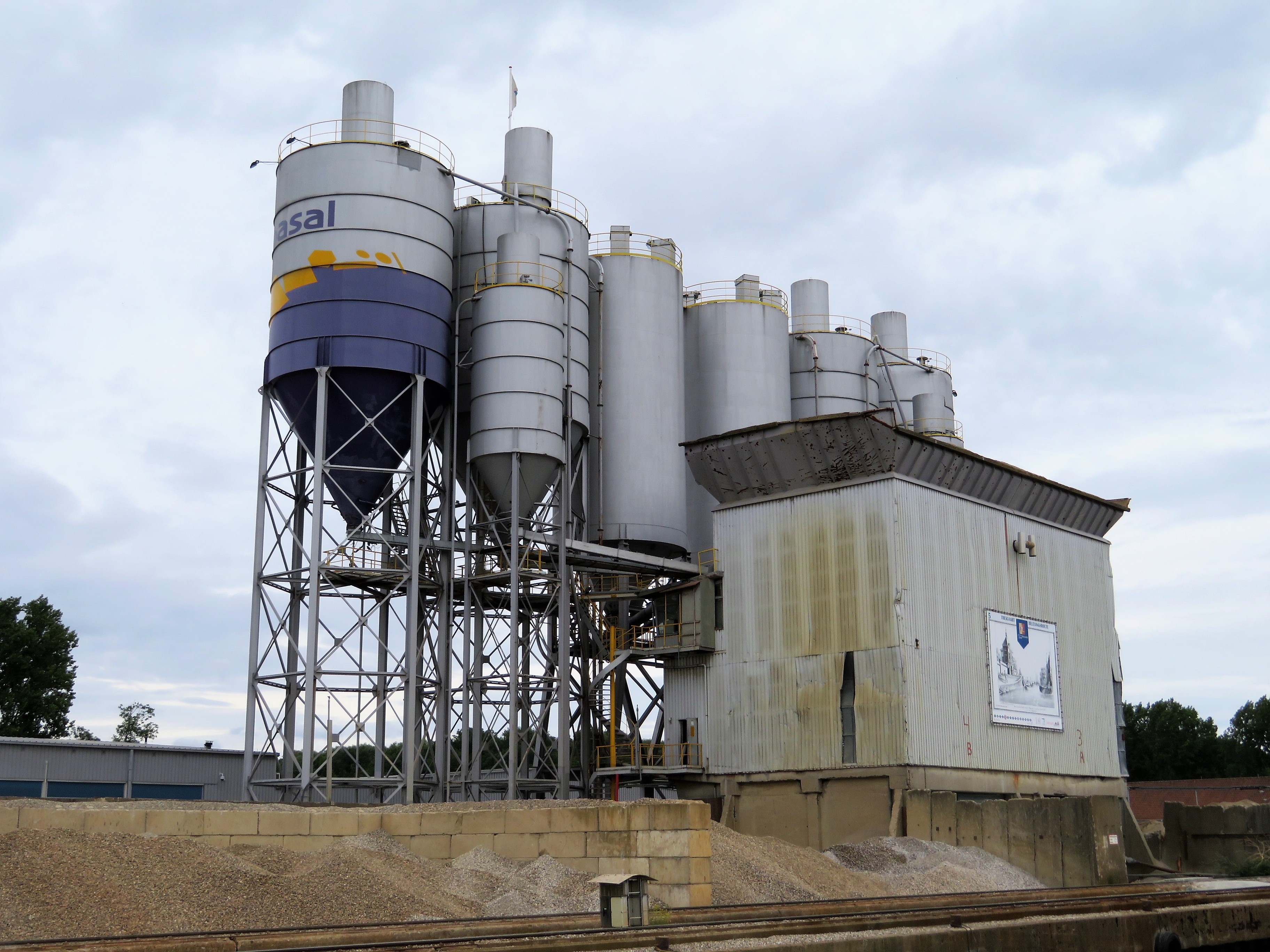
Vestiging in Delft

Dyckerhoff Basal Betonmortel b.v. of kortweg Basal is een Nederlands betonmortel- en toeslagbedrijf met verschillende vestigingen in Nederland, waaronder Den Haag, Delft, Rotterdam en Deventer. De locatie in Markelo werd in 2018 verkocht.
Voorheen maakte het deel uit van het Nederlandse Cement Deelnemingsmij B.V, een groep ondernemingen die zich bezighoudt met de productie van en de handel in betonmortel en mortelmixen, de winning van diverse soorten zand en grind en de productie van en de handel in betonproducten, bestrating, verkeersbegeleidingssystemen en dienstverlening voor de geleverde producten.
In 2006 bedroeg de omzet 221,3 miljoen euro. In totaal zijn er zo'n 500 werknemers.
Het bedrijf staat op positie 252 van de top 500 grootste Nederlandse bedrijven (volgens FEM Business).